# 王凯泰故居
王凯泰故居，位于江苏省扬州市宝应县安宜镇学墩社区朱家巷42-7号，是一处宝应县文物保护单位。这座清代民居为福建巡抚王凯泰（1823-1875）故居，占地面积130平方米，建筑面积95平方米，包括东西两个院落。